# Coen Hissink

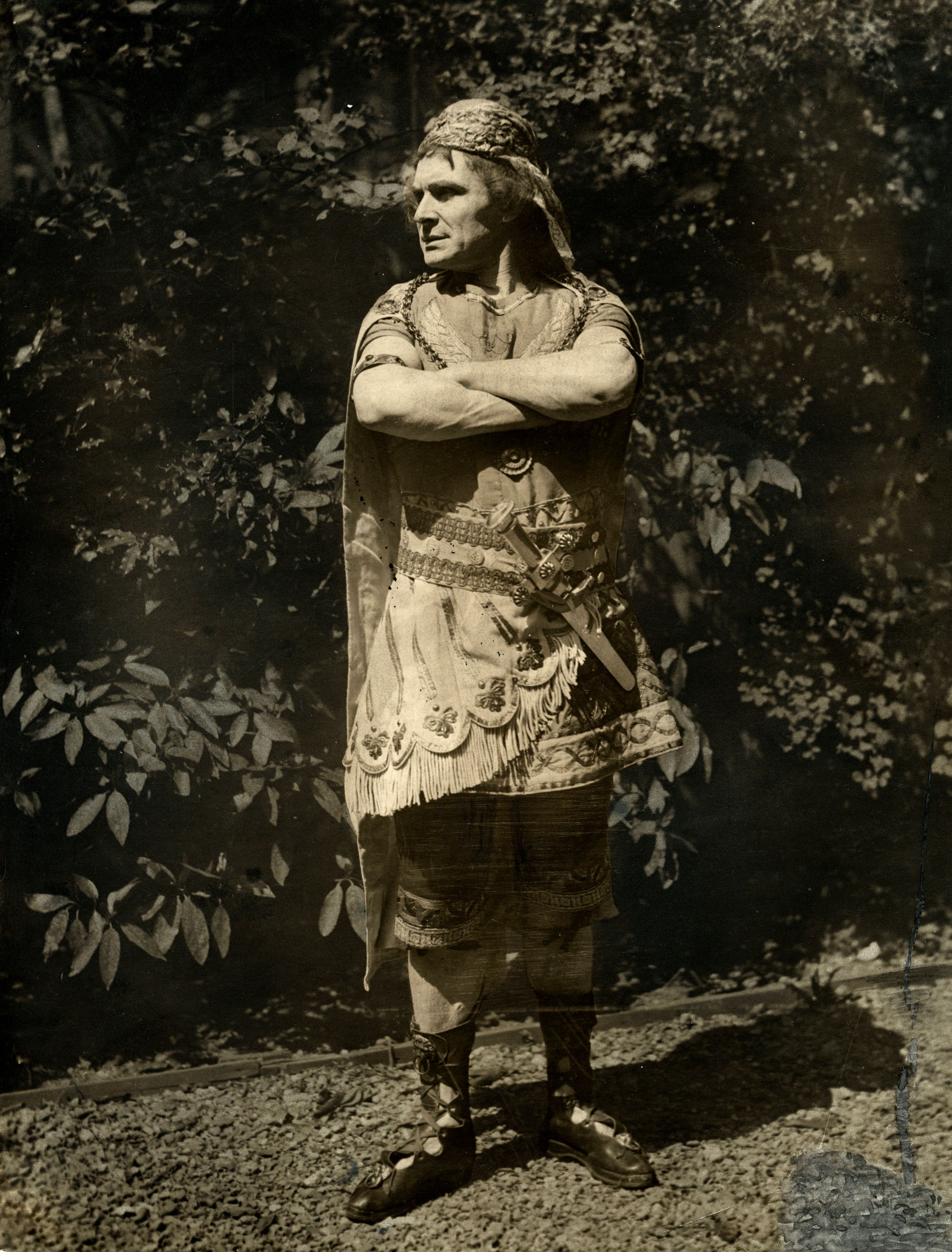
Coen Hissink in Oscar Wildes „Salome“ von 1917

Johan Coenraad „Coen“ Hissink (* 5. Oktober 1878 in Kampen, Niederlande; † 17. Februar 1942 im KZ Neuengamme, Deutsches Reich) war ein niederländischer Schauspieler und Schriftsteller sowie ein Opfer des Nationalsozialismus.

## Leben
Johan Coenraad, genannt Coen, Hissink besuchte ein Jahr lang die Theaterschule und begann seine Bühnenlaufbahn im Jahre 1902 an der Nederlandsche Tooneelisten. Seine erste Rolle übernahm er in der Revue ‘Die nieuwe haring’. In der Folgezeit gehörte er sowohl Tourneebühnen als auch festen Ensembletheatern an. Auslandsgastspiele brachten ihn z. B. nach Antwerpen. Hissink spielte überwiegend kleine bis mittelgroße Chargenrollen in Aufführungen nach Vorlagen von Charles Dickens, Robert Louis Stevenson, Gerhart Hauptmann (dessen Fuhrmann Henschel) und Oscar Wilde (dessen Salome). In William Shakespeares Hamlet übernahm Coen Hissink gleich mehrere Rollen (Priester, Fortinbras und Gast von Hamlets Vater), aber auch in dessen Der Kaufmann von Venedig (Solanio und Prinz von Arragon). Über das letztgenannte Stück, in dem er in der Spielzeit 1907/08 zu sehen gewesen war, verfasste Coen Hissink 1910 auch eine Theaterstudie, die Jahrbuch-Veröffentlichung „Louis Bouwmeester’s Shylock-creatie“. 

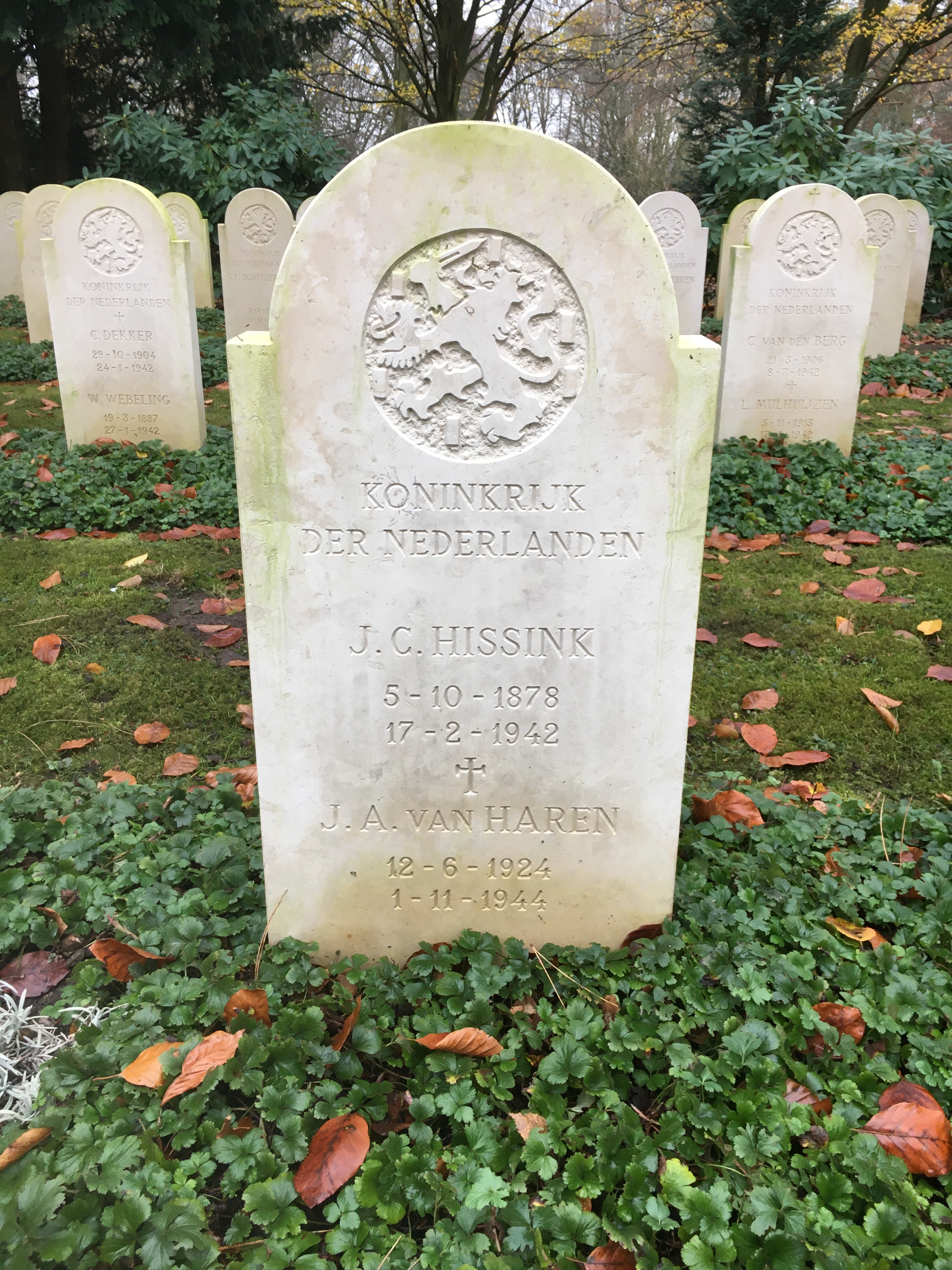
Grabstätte auf dem Friedhof Ohlsdorf

Ab 1914 kamen für rund zehn Jahre zahlreiche Verpflichtungen vom damals noch stummen Film hinzu. Auch dort spielte Hissink kleine bis mittelgroße Charakterrollen, beispielsweise einen Taucher, einen Theateragenten, einen Grafen und einen Fakir. Hauptrollen wie den Kapitän van Oort in Het geheim van de vuurtoren, den Henri van Dijck in Levensschaduwen oder den Café-Besitzer Balthazar in Bloedgeld blieben eher die Ausnahmen. 1922/23 folgte Hissink dem Regisseur Theo Frenkel für einige wenige Filme nach Berlin. Inspiriert vom Lebensgefühl der deutschen Hauptstadt in den frühen 1920er Jahren verfasste Hissink eine weitere Schrift, Cocaine. Ab Mitte der 20er Jahre konzentrierte sich Coen Hissink erneut auf die Bühnentätigkeit, kehrte aber nach knapp einem Jahrzehnt Leinwandabstinenz 1934 vor die Kamera zurück. Sein letzter Film, die 1938 gedrehte, halbdokumentarische Produktion De laatste dagen van een elend kam kriegsbedingt erst stark verspätet 1942 in die niederländischen Kinos.
Mit der deutschen Besetzung der Niederlande im Frühjahr 1940 endete die langjährige Karriere des Künstlers, seine letzten Rollen erhielt er in der Spielzeit 1940/41 bei den Nederlandsche Filmspelers und bei den Ghesellen van den Spele. Zusammen mit seiner Lebensgefährtin Cornelia Kossen engagierte er sich im Widerstand. Am 13. Dezember 1941 wurde der mittlerweile 63-jährige Hissink (mutmaßlich) aus dem Durchgangslager Amersfoort in das Hamburger Konzentrationslager Neuengamme deportiert. Dort starb der Häftling Nr. 06882 zwei Monate später und nicht, wie oft angegeben, erst im Dezember 1942. Die Urne mit dem eingeäscherten Leichnam Hissinks wurde auf dem Ohlsdorfer Friedhof der Hansestadt beigesetzt, im November 1952 jedoch in ein Kriegergrab in der Niederländischen Kriegsgräberstätte innerhalb des Friedhofs umgebettet.

## Filmografie
- 1914: Een telegram uit Mexico
- 1915: De vloek van het testament
- 1915: De vrouw Clasina
- 1915: Ontmarskerd / De wereld
- 1915: Het wrak van de Noorzee
- 1915: Het geheim van de vuurtoren
- 1916: Levensschaduwen
- 1918: Het proces Begeer
- 1918: Pro domo
- 1920: Schakels
- 1921: Bloedgeld
- 1921: Menschenwee
- 1921: De zwarte tulp
- 1922: Der Mann im Hintergrund (De man op den achtergrond)
- 1922: Ein neues Leben (De bruut)
- 1922: Alexandra
- 1923: Frauenmoral (Schande)
- 1924: Amsterdam bij nacht
- 1925: De cabaret-prinses
- 1934: Op hoop van zegen
- 1936: Merijntje Gijzen’s Jeugd
- 1936: Klokslag twaalf
- 1937: De man zonder hart
- 1938: De laatste dagen van een eland (UA: 1942)